# Дахно Володимир Петрович
Володи́мир Петро́вич Дахно́ (*29 грудня 1928, с. Лісовичі, Таращанського району, Київської області) — український вчений-архітектор, кандидат архітектури (1961), член-кореспондент Академії архітектури України (1992), з 1981 по 1988 — директор Київського науково-дослідного інституту теорії та історії архітектури та містобудування.

## Творчий шлях
Володимир Петрович Дахно народився 29 грудня 1928 року в селі Таращанського району Київської області.
У 1950 році закінчив Київський інженерно-будівельний інститут.
У 1961 році захистив кандидатську дисертацію з архітектури та містобудування.
З 1961 по 1995 роки працював у Київського науково-дослідного інституту теорії та історії архітектури та містобудування, де, крім іншого, обіймав посади: з 1981 по 1988 — директор інституту; 1989—1995 — заступник директора з наукової роботи.
З 1992 року — член-кореспондент Академії архітектури України.
З 1995 року — проживає в Німеччині.
Серед реалізованих проєктів адміністративний будинок (нині Міжнародний діловий центр) на вулиці М. Пирогова, 7 в Києві (1952), та інтер'єр клубу Ради Міністрів УРСР (нині Кабінету Міністрів України) на вулиці Жовтневої революції 5 (нині вулиця Інститутська) (1952), обидва проєкти реалізовані у співавторстві.
Основні напрямки наукових досліджень: архітектура транспортних споруд, архітектура України 1970-90-х років, архітектура країн колишнього соціалістичного табору.

## Підручники та монографії
- Дахно В. П. Объединенные пассажирские станции и вокзалы. — Киев, 1965.
- Дахно В. П. Архитектура Украины на современном этапе. — Киев, 1984
- Дахно В. П. Архитектура Советской Украины. — Киев, 1986.
- Дахно В. П. Архітектурна драма підсовєцького Києва. — Київ, 1994.
- Дахно В. П. Хмарочоси в Києві: Мангеттен на Дніпрі? // ПУ. 1999. Ч. 1.